# Bruno Mazza
Bruno Mazza (Crema, 3 giugno 1924 – Milano, 25 luglio 2012) è stato un allenatore di calcio e calciatore italiano, di ruolo centrocampista.

## Carriera

### Club
Prodotto del vivaio cremasco, gioca nel Crema fino al 1948, tolta una breve parentesi al Milan (senza scendere in campo in incontri in massima serie) ed alla Cremonese.
Dopo aver giocato per due stagioni in Serie B (notevole in particolare l'annata 1946-1947 con ben 24 reti all'attivo) viene acquistato dal Genoa in cambio di Alfredo Bargagliotti e Vittorio Ghiandi.
Coi rossoblu esordisce in Serie A il 19 settembre 1948 in occasione della goleada sul Padova (è proprio lui l'autore della rete del definitivo 7-1) ma in Liguria resta una sola stagione, quindi viene ceduto alla Lucchese. Gioca nella squadra toscana per due stagioni, contribuendo con 20 reti complessive all'attivo (fra esse si ricorda in particolare una realizzazione in occasione dello storico successo dei toscani in casa della Juventus del capodanno 1950) ad altrettante salvezze della squadra rossonera.
Dopo una stagione al Legnano, conclusasi con la retrocessione in Serie B della matricola lombarda, approda all'Inter. Con la squadra milanese vince due scudetti consecutivi. Rimane in nerazzurro per tre stagioni, collezionando 83 presenze e 7 reti.
In seguito gioca nella Fiorentina, dove non riesce ad imporsi come titolare ma, scendendo in campo in 4 occasioni, conquista il terzo scudetto della carriera, il primo per la compagine viola.
Chiude la carriera da professionista nel Bari disputando il campionato di Serie B 1956-1957.
Ha collezionato complessivamente 206 presenze e 33 reti in Serie A e 90 presenze e 41 reti in Serie B
Nel gennaio 1961 diviene allenatore/giocatore del Crema insieme a Giuseppe Della Frera, venendo poi esonerati entrambi il 10 dicembre dello stesso anno.

### Nazionale
Esordisce in Nazionale nell'aprile del 1953 a Praga, partita in cui la squadra azzurra viene sconfitta per 2-0 dalla Cecoslovacchia. Resterà quella l'unica occasione in cui indosserà la maglia della Nazionale maggiore.

### Allenatore
Nel 1961 va ad allenare il Crema, squadra in cui già aveva giocato da calciatore.

## Statistiche

### Cronologia presenze e reti in nazionale
| Cronologia completa delle presenze e delle reti in nazionale ― Italia | Cronologia completa delle presenze e delle reti in nazionale ― Italia | Cronologia completa delle presenze e delle reti in nazionale ― Italia | Cronologia completa delle presenze e delle reti in nazionale ― Italia | Cronologia completa delle presenze e delle reti in nazionale ― Italia | Cronologia completa delle presenze e delle reti in nazionale ― Italia | Cronologia completa delle presenze e delle reti in nazionale ― Italia | Cronologia completa delle presenze e delle reti in nazionale ― Italia |
| Data                                                                  | Città                                                                 | In casa                                                               | Risultato                                                             | Ospiti                                                                | Competizione                                                          | Reti                                                                  | Note                                                                  |
| --------------------------------------------------------------------- | --------------------------------------------------------------------- | --------------------------------------------------------------------- | --------------------------------------------------------------------- | --------------------------------------------------------------------- | --------------------------------------------------------------------- | --------------------------------------------------------------------- | --------------------------------------------------------------------- |
| 26-4-1953                                                             | Praga                                                                 | Cecoslovacchia                                                        | 2 – 0                                                                 | Italia                                                                | Coppa Internazionale 1948-1953                                        | -                                                                     |                                                                       |
| Totale                                                                |                                                                       | Presenze                                                              | 1                                                                     |                                                                       | Reti                                                                  | 0                                                                     |                                                                       |

| Cronologia completa delle presenze e delle reti in nazionale ― Italia B | Cronologia completa delle presenze e delle reti in nazionale ― Italia B | Cronologia completa delle presenze e delle reti in nazionale ― Italia B | Cronologia completa delle presenze e delle reti in nazionale ― Italia B | Cronologia completa delle presenze e delle reti in nazionale ― Italia B | Cronologia completa delle presenze e delle reti in nazionale ― Italia B | Cronologia completa delle presenze e delle reti in nazionale ― Italia B | Cronologia completa delle presenze e delle reti in nazionale ― Italia B |
| Data                                                                    | Città                                                                   | In casa                                                                 | Risultato                                                               | Ospiti                                                                  | Competizione                                                            | Reti                                                                    | Note                                                                    |
| ----------------------------------------------------------------------- | ----------------------------------------------------------------------- | ----------------------------------------------------------------------- | ----------------------------------------------------------------------- | ----------------------------------------------------------------------- | ----------------------------------------------------------------------- | ----------------------------------------------------------------------- | ----------------------------------------------------------------------- |
| 28-12-1952                                                              | Bellinzona                                                              | Italia B                                                                | 5 – 0                                                                   | Svizzera B                                                              | Amichevole                                                              | -                                                                       |                                                                         |
| Totale                                                                  |                                                                         | Presenze                                                                | 1                                                                       |                                                                         | Reti                                                                    | 0                                                                       |                                                                         |

| Cronologia completa delle presenze e delle reti in nazionale ― Italia under 21 | Cronologia completa delle presenze e delle reti in nazionale ― Italia under 21 | Cronologia completa delle presenze e delle reti in nazionale ― Italia under 21 | Cronologia completa delle presenze e delle reti in nazionale ― Italia under 21 | Cronologia completa delle presenze e delle reti in nazionale ― Italia under 21 | Cronologia completa delle presenze e delle reti in nazionale ― Italia under 21 | Cronologia completa delle presenze e delle reti in nazionale ― Italia under 21 | Cronologia completa delle presenze e delle reti in nazionale ― Italia under 21 |
| Data                                                                           | Città                                                                          | In casa                                                                        | Risultato                                                                      | Ospiti                                                                         | Competizione                                                                   | Reti                                                                           | Note                                                                           |
| ------------------------------------------------------------------------------ | ------------------------------------------------------------------------------ | ------------------------------------------------------------------------------ | ------------------------------------------------------------------------------ | ------------------------------------------------------------------------------ | ------------------------------------------------------------------------------ | ------------------------------------------------------------------------------ | ------------------------------------------------------------------------------ |
| 26-10-1952                                                                     | Bari                                                                           | Italia under 21                                                                | 6 – 1                                                                          | Egitto under 21                                                                | Coppa del Mediterraneo                                                         | -                                                                              |                                                                                |
| Totale                                                                         |                                                                                | Presenze                                                                       | 1                                                                              |                                                                                | Reti                                                                           | 0                                                                              |                                                                                |

## Palmarès
- Campionato italiano: 3

Inter: 1952-1953, 1953-1954
Fiorentina: 1955-1956